# Sven Reimann
Sven Reimann (* 17. Mai 1994 in Berlin) ist ein deutscher Fußballspieler.

## Karriere
Reimann wuchs in Berlin auf und spielte in seiner Jugendzeit für mehrere Vereine. Nachdem er für Hertha Zehlendorf, den LFC Berlin und Tennis Borussia Berlin spielte, wechselte er 2011 zum 1. FC Union Berlin. Dort spielte er zwei Jahre lang in der U-19-Mannschaft, bevor er 2013 in die zweite Mannschaft von Union aufrückte. Bereits in der Regionalliga-Spielzeit 2012/13 absolvierte Reimann drei Partien für die zweite Mannschaft. In der Folgesaison kam er auf insgesamt 27 Einsätze, in denen er fünf Tore erzielte.
Im Sommer 2014 wechselte er zum Ligakonkurrenten 1. FC Magdeburg. Für diesen stand er in der Regionalligasaison 2014/15 in 17 Partien auf dem Platz. In Aufstiegsspielen zur 3. Liga, in denen Reimann zum Einsatz kam, setzte man sich gegen die Kickers Offenbach durch. Sein Drittliga-Debüt absolvierte Reimann am 5. Spieltag der Spielzeit 2015/16, dem 25. August 2015, beim 2:0-Heimerfolg über den Chemnitzer FC. Am 21. Januar 2016 löste er seinen Vertrag in Magdeburg auf, um einen Tag später beim FC Carl Zeiss Jena zu unterschreiben. Zur Spielzeit 2017/18 schloss sich Reimann dem SV Babelsberg in der Regionalliga Nordost an. Für die Potsdamer bestritt er fast 100 Ligaspiele.
Im Juli 2023 wechselte Reimann zu Hertha Zehlendorf in die Oberliga Nordost und stieg mit den Zehlendorfern 2024 in die Regionalliga auf.

## Erfolge
- Meister der Regionalliga Nordost: 2014/15
- Aufstieg in die 3. Liga: 2014/15
- Meister der Oberliga Nordost: 2023/24
- Aufstieg in die Regionalliga Nordost: 2023/24